# 7998 Gonczi
7998 Gonczi è un asteroide della fascia principale. Scoperto nel 1985, presenta un'orbita caratterizzata da un semiasse maggiore pari a 2,3478590 UA e da un'eccentricità di 0,1185337, inclinata di 5,57474° rispetto all'eclittica.